# فضل العطل
فضل العطل (1981-) عالم آثار فلسطيني متخصص في آثار غزة. شارك في العديد من الحفريات في قطاع غزة منذ أن بدأ اهتمامه بالآثار في سن المراهقة، ودافع عن الحفاظ على المواقع التاريخية في غزة، وخلال الاجتياح الإسرائيلي للقطاع، وثّق الأضرار التي لحقت بها.

## مسيرته
ولد فضل العطل عام 1981 في مخيم الشاطئ للاجئينانخرط العطل لأول مرة في علم الآثار عندما كان مراهقًا في التسعينيات، عندما سأل علماء الآثار العاملين في أنثيدون عما إذا كان بإمكانه المشاركة، وقد دعمه جان بابتيست هومبير، الذي قاد التحقيقات في أنثيدون، وساعد العطل على المشاركة في التدريب خارج غزةفي وقت لاحق من التسعينيات، كان العطل جزءًا من الفريق الذي أجرى الحفريات في دير القديس هيلاريون بالقرب من دير البلح، وعمل على الكنيسة البيزنطية، بالنسبة للعطل فإن علم الآثار هو شكل من أشكال المقاومة، ويقول أتذكر أنني عندما كنت صغيرًا قاومت الاحتلال بإلقاء الحجارة، لكنني اليوم أقاوم الاحتلال الإسرائيلي سلميًا، من خلال الحفاظ على بقايا الحضارات القديمة، التي هي أقدم بكثير من إنشاء إسرائيل.
في عام 2017، بدأوا بتجريف تل السكن، وهي مستوطنة من العصر البرونزي بالقرب من الزهراء. قاد العتول المتظاهرين في حملة لوقف أعمال البناءوفي العام نفسه، انضم العتول إلى مشروع انتقال 2030، وهي مبادرة من منظمة الإغاثة الدولية الأولى للحفاظ على المواقع الأثرية في غزة وتدريب الشباب.
كان العتول جزءًا من الفريق الذي يقوم بالتنقيب في مقبرة أرض المحاربين، وهو موقع روماني في شمال قطاع غزةوالذي تم اكتشافه في عام 2022، عندما بدأ الغزو الإسرائيلي لقطاع غزة في أكتوبر 2023، أغلق العتول الموقع الأثري وأجلى عائلته جنوبًا إلى رفح حيث عاشوا في خيام. خلال الصراع، وثق العتول التأثير على المواقع الأثرية والثقافية في غزة، بالإضافة إلى رواياته الشخصية، جمع روايات من مجموعة من المتطوعينبعد وقف إطلاق النار في يناير 2025، بدأ آلاف الفلسطينيين الذين شردتهم الحرب في العودة إلى ديارهم، قام العتول وعائلته برحلة العودة إلى مدينة غزة سيرًا على الأقدام، وعلى طول الطريق، وثق الأضرار التي لحقت بالكنيسة البيزنطية في جباليا وهو موقع كان يعمل فيه سابقًا.